# Překrásní podivíni s Nickem Bakerem
Překrásní podivíni s Nickem Bakerem (Nick Baker's Beatiful Freaks 3D) je britský televizní dokumentární film z roku 2012.
Nick Baker, který pořad uvádí, vyhledává různé "zvířecí podivíny" jihoafrického státu Namibie (např. pes ušatý, který se místo masa živí termity nebo zmije zakrslá). Film byl vyroben pro kanál Animal Planet, kde byl v české verzi vysílán též. Rovněž došlo ke 3D vysílání. Premiéra ve Spojeném království konala 14. ledna 2012.